# 로보 (웹 브라우저)
로보(Lobo)는 오픈 소스 자바 기반 웹 브라우저로 HTML 4. 자바스크립트. CSS 2 등을 지원한다. 로보는 JavaFX나 Java (Swing 혹은 AWT) 소스의 렌더링을 지원한다.

## 같이 보기
- AJAX
- JavaFX
- 리치 인터넷 애플리케이션